# Tomasz Świętoński
Tomasz Świętoński (ur. 4 kwietnia 1984 w Stargardzie Szczecińskim) – polski koszykarz, występujący na pozycji rozgrywającego, dwukrotny mistrz Polski, po zakończeniu kariery sportowej urzędnik w Ministerstwie Sportu i Turystyki, a następnie prezes Fundacji Państwo Prawa.

## Życiorys
W lipcu 2005 wziął udział w obozie Court Side Pro Camp, we Frankfurcie.
Pracował w resorcie sportu za rządów PO, gdzie był odpowiedzialny za program "Moje Boisko - Orlik 2012". Prezes Fundacji Państwo Prawa. Od września 2013 roku objął funkcję Dyrektora Generalnego Tauron Basket Ligi.

## Osiągnięcia
Na podstawie, o ile nie zaznaczono inaczej.
Drużynowe
- Mistrz Polski:
  - 2004, 2009
  - juniorów starszych (2003)
- Brązowy medalista mistrzostw Polski juniorów (2002)
- Finalista pucharu Polski (2009)
- Uczestnik rozgrywek:
  - Eurocup Challenge (2005/2006 – ćwierćfinał)
  - Euroligi (2008/2009)

Reprezentacja
- Uczestnik kwalifikacji do mistrzostw Europy:
  - U–20 (2004)
  - U–18 (2002)